# Politique agricole fasciste en Italie
La politique agricole fasciste en Italie fut une politique appliquée par Benito Mussolini sous le régime fasciste, dans les années 1920 - 1940, dans le but d'assurer l'autosuffisance alimentaire de l'Italie.

## Contexte
Lorsque Benito Mussolini devient premier ministre de l'Italie en 1922, l'économie nationale est sérieusement amoindrie par suite des conflits de la Première Guerre mondiale. Les grains représentent le quart des importations italiennes en valeur. Pour faire face à cette situation qui provoque un énorme passif dans la balance commerciale italienne et entraîne une rapide dévaluation de la lire, Mussolini engage une politique agricole dont l'objectif est d'atteindre l'auto-suffisance alimentaire nationale.
La politique agricole du fascisme en Italie consiste en une série de mesures complexes et de lois. Benito Mussolini après la bataille du blé et l'invasion de 1935 de l'Abyssinie et l'embargo qui s'est ensuivi, où seul le commerce avec l'Allemagne demeure, veut atteindre l'autarcie.

## Historique

### Situation avant l'évènement du fascisme
Pendant la période Giolittienne (1900-1914), l'Agriculture italienne comporte deux organisations : 
- La SAI (Société des Agriculteurs italiens (it)), fondée à Rome en 1895, son activité est le lobby et est le groupe de pression des Agriculteurs ;
- la CNA (Confederazione Nazionale Agraria), fondée en 1910 à Bologne, qui s'occupait de syndicalisme dans le secteur agricole[3].

Après la première Guerre mondiale, les campagnes furent l'objet de mouvements revendicatifs causés par les rescapés de la grande guerre, déçus par la non tenue des promesses qui leur avaient été faites concernant la distribution de terres en jachère. L'agriculture italienne était très en retard et était caractérisée par l'appauvrissement latifondiste.
C'est à cette période qu'ont été créées des ligues syndicales blanches et rouges, protagonistes d'affrontements du biennio rosso. Les grands propriétaires terriens soutenaient la « bracciantizzazione » qui leur permettait de sélectionner les paysans à partir de leurs capacités professionnelles et attaquant aussi bien les ligues blanches qui préconisaient la transformation de la mezzadria en location, que les rouges pour leur activité subversive.
Dans tous les cas, les paysans ont obtenu pendant cette période des augmentations salariales et l'acceptation du décret Viscocchi (2 septembre 1919), qui prévoyait la distribution de terres aux paysans rescapés de la grande guerre, mais ces distributions ont été négligeables en quantité.
En 1920 à Rome, les deux associations se sont réunies en Confagricoltura (it) (Confederazione Generale dell'Agricoltura), qui regroupait dans une même entité les finalités économiques, de développement et syndicales.

### Premières mesures fascistes
Après la Première Guerre mondiale, en 1926, les lois fascistissimes, interdisent les syndicats en dehors de celui fasciste, laissant la place libre à la mise en place du régime totalitaire.
De fait les Consorzi Agrari et la Federconsorzi, organismes assurant le suivi et le développement de l'agriculture deviennent des exécutants étatiques du régime et les organes de la mise en place de la politique agricole de la période fasciste.

## La politique agricole du fascisme
Le principe fondamental de la politica agraria fascista est l'application dans le secteur agricole des principes de participation collective et de collaboration de classe, contrairement aux régimes marxiste et capitaliste.
En outre, la politique agricole fasciste est caractérisée par le principe de dittatura proletaria contadina (« dictature proletaire paysanne ») instigué par Mussolini. Il Duce avait comme projet de créer une nouvelle classe sociale nationale grâce à l'expropriation des « latifondi » et à la transformation des « mezzadri » en colons propriétaires,.

### Principales mesures
L'arrivée au pouvoir du fascisme annule les précédents textes de loi du 11 janvier 1923 et une nouvelle politique agricole est mise en place. Elle est basée sur des concepts d'indépendance et souveraineté nationale par rapport des marchés étrangers d'où provenaient d'importants quantités de céréales (1/3 des besoins nationaux). En 1925, les importations de céréales de l'Italie étaient de 25 000 000 tonnes par rapport au besoin national de 75 000 000 tonnes annuelles. 
Afin de parvenir à l'autarcie, les principales méthodologies et campagnes d'interventions ont été les suivantes :
- La sbracciantizzazione ;
- La bonification intégrale ;
- L'expropriation des grands latifundium ;
- La Bataille du blé.

#### La sbracciantizzazione
La sbracciantizzazione est une action dont la caractéristique est d'éliminer le travail « à la journée » en les subordonnant à des contrats de travail en subventionnant la petite propriété en faveur des braccianti et des mezzadri au détriment des grands latifondi.

#### La bonification intégrale

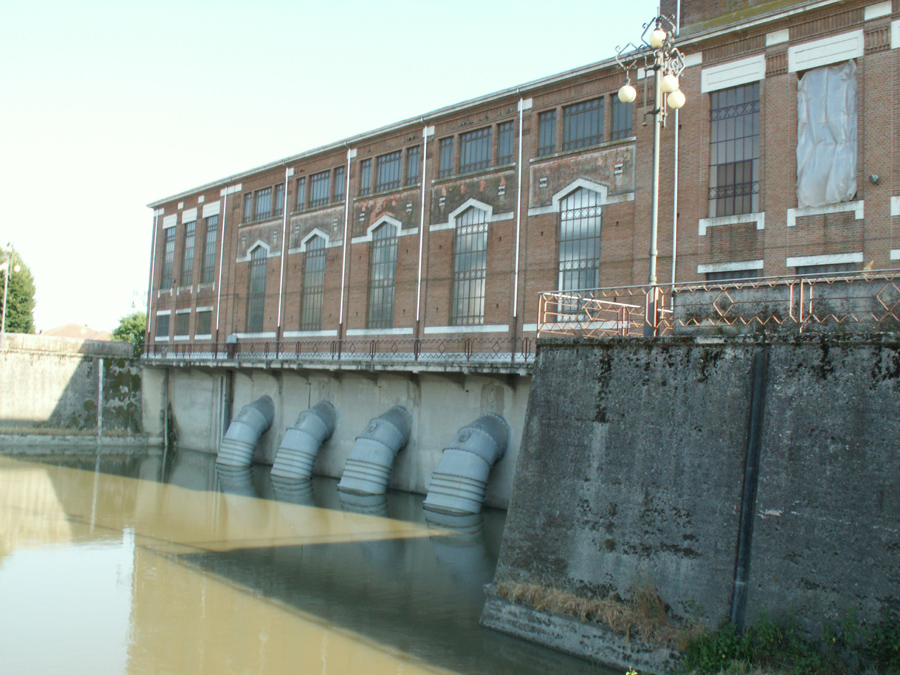
Bonification Parmigiana Moglia - Collecteurs d'eau.

La Loi fondamentale pour la remise en état des terres est la Loi Serpieri no  3256 du 8 mai 1924, destinée au travail de remise en état du terrain dans les Marais pontins, avec la mise en place des consortiums Piscinara pour la remise en état des terres (géré et financé par l'État) : canalisation des eaux du bassin de la rivière Astura, assèchement et remise en état des terres marécageuses, gestion des forêts et du patrimoine pastoral.
En 1926, un décret royal qui établit deux consortiums a été décrété : le Consortium Piscinara existant dont la compétence est étendue pour englober les 48 762 hectares et le Consortium de la remise en état de la région pontique, de 26 567 hectares, une zone située relativement basse, les sites comportent des territoires situés sous le niveau de la mer et se composaient principalement de marais, l'assainissement de remise en état était donc plus complexe.
Mussolini ne pouvant pas agir seul et ne voulant pas s'aliéner les classes possédantes, la remise en état des terres s'appuie uniquement sur les subventions de l'État.
Au cours de la même période, des consortiums de bonification ont aussi engagé des travaux en Émilie, Romagne, Vénétie et Frioul.
Entre 1938 et 1942, la deuxième phase de bonification a été introduite dans les Pouilles et en Campanie. Ces régions ont fait l'objet de travaux de réhabilitation qui ont continué même pendant la Seconde Guerre mondiale, dans l'ensemble, selon l'État fasciste 1 million d'hectares de terres aurait bénéficié de ces bonifications.

#### L'expropriation des latifondi
À la fin des années 1920, la situation a changé et le contrôle du Consortium par les propriétaires terriens a été abolie grâce à la loi « Mussolini » de 1928 (élaborée par Arrigo Serpieri). Toutes les terres improductives ou abandonnées ont été expropriées pour environ les deux tiers, permettant le passage des terres sous le contrôle direct de l'État, qui les rétrocédera à l'Organisation Nationale des anciens combattants (ONC) avec la gestion de tous les projets et travaux de poldérisation.
Parallèlement à la remise en état, le fascisme a mené à l'expropriation des grands propriétaires et des propriétaires de milliers d'hectares de terres laissées incultes et improductives, ces zones ont été semées avec du blé ou laissées en pâturage.
Les opérations d'expropriation ont apporté de bons résultats en Italie continentale, moins en Sicile, où a eu lieu l'expropriation des grands domaines (500 000 hectares), dont l'exploitation était trop proche de la guerre pour être correctement mené à terme.

#### La colonisation
Par terme colonisation est sous-entendu la création de villes nouvelles, c'est-à-dire une ville, ou un ensemble de communes, qui sont nées par la volonté politique fasciste, et qui ont été construites en peu de temps sur des emplacements auparavant peu ou pas habités. Ces espaces sont issus essentiellement de la bonification de terres ou d'expropriations de terrains en friches.
Le città di fondazione de la période fasciste, sont essentiellement des centres urbains fondés par l'Italie fasciste dans certaines zones du territoire national du royaume d'Italie et dans ses colonies à partir de 1928 ainsi que dans les territoires de l'Empire italien après sa fondation (1936).
Un exemple important est constitué par la province de Latina qui a été instituée sous le nom provincia di Littoria le 18 décembre 1934, issue majoritairement de la bonification des Marais pontins (1929-1935) et de la colonizzazione avec la construction des centres urbains de Littoria, puis Latina, Pontinia, Aprilia, Sabaudia, caractérisées par une architecture de type rationaliste.

#### La bataille du blé
La bataille du blé était une campagne (proclamée le 20 juin 1925) d'autarcie nationaliste auto-suffisante dans la production de blé. Elle a mené à la création du Comité permanent du Grain qui en accord avec Mussolini, a décidé que les interventions de l'État sur la production agricole doivent répondre principalement à l'augmentation du rendement moyen du blé par hectare, car même une augmentation modeste de la moyenne donnerait des résultats considérables à l'échelle nationale.
En conséquence, le Comité permanent du Grain devait faire face à trois problèmes majeurs :
- La sélection de la semence et des engrais ;
- Résoudre les problèmes des améliorations techniques
- Les prix.

Une série de mesures juridiques furent émises visant à moderniser les techniques d'agriculture (engrais naturels et chimiques, la mécanisation de l'agriculture, etc.), la protection du travail domestique, de la concurrence extérieure et le développement des structures de l'État (professeurs agricoles itinérants et consortiums agricoles)
Un tarif douanier fut établi pour freiner les importations et établir un prix plus élevé à la vente sur le marché italien.

### Les consorzi agrari

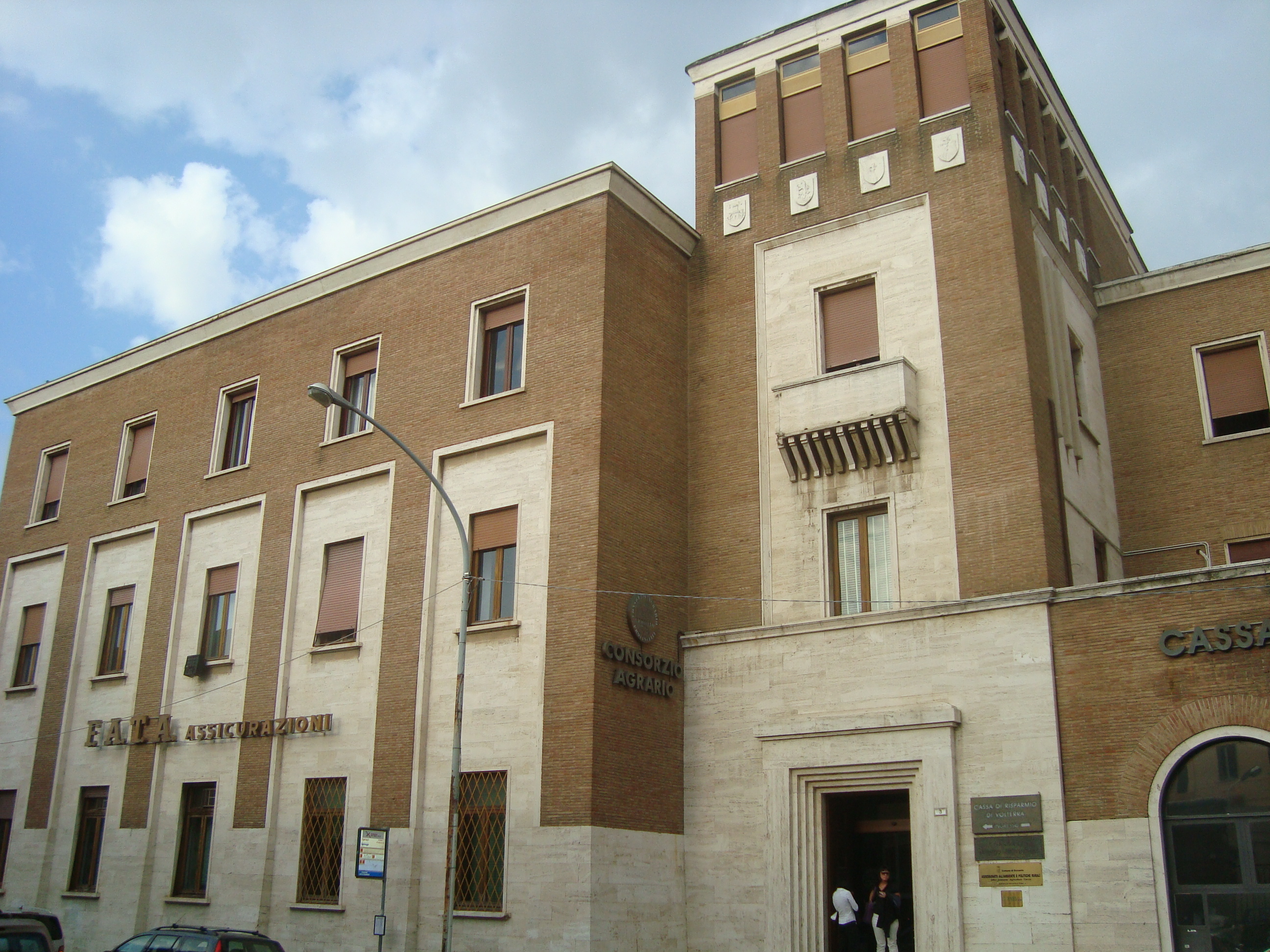
Consorzio Agrario Provinciale de Grosseto.

Les Consorzi agrari virent le jour à la fin du XIXe siècle sous la forme de sociétés coopératives dont le rôle était de constituer des groupements d'achat en faveur des agriculteurs, surtout pour les engrais, semences et les machines agricoles.
À partir de 1926, ils deviennent l'organo commerciale della Federazione Provinciale degli Agricoltori (« organisme commercial de la Fédération Provinciale des Agriculteurs ». Ils offraient un crédit agraire sans intérêts pour l'achat de semences, engrais, machines agricoles, bétail et tout ce qui était nécessaire à la production agricole. Bien insérés dans la politique agraire fasciste, fondée sur une bonification intégrale et la bataille du blé, ils organisèrent la gestione ammassi (« gestion des stocks stratégiques ») afin de tenir la nation prête, en cas de nécessité à transformer plus facilement l'économie civile en économie de guerre.
En 1935, les Consorzi agrari amassèrent 12 000 000 quintaux de blé.
En 1938, 40 000 000 quintaux furent amassés pour des exigences autarciques.
Le 30 mai 1932, la loi no  752, institua l' Ente Finanziario dei Consorzi Agrari, afin de fortifier l'assise financière des Consorzi. Le décret royal du 5 septembre 1938 et la loi du 2 février 1939 créèrent les Consorzi Agrari Provinciali, qui réunirent les devoirs et fonctions des Consorzi agrari et de la Fédération, qui réduisirent leur nombre de 196 à 94 (un par province).

### Le corporativisme en agriculture
La législation fasciste du travail s'applique aussi à l'agriculture :
- Legge sindacale (« Loi syndicale ») no  563 du 3 avril 1926, sur la loi juridique se rapportant au travail ;
- La Carta del Lavoro (« Charte du travail »)
- Legge sindacale no  100 du 30 avril 1927, relative à l' « État corporatif » ;
- Loi no  163 du 5 février 1934, concernant la constitution et les fonctions des Corporations[16].

En 1922 à côté de la Confagricoltura est créée la FISA fasciste (Federazione Italiana dei Sindacati Agricoli), tandis qu'en 1926, faisant suite à la nouvelle législation syndicale et du travail, est créé l' Ente Nazionale Fascista per la Cooperazione, avec lequel les coopératives étaient « encadrées » dans l'ordre corporatif: les deux associations sont finalement rassemblées dans la Confederazione Nazionale Fascista degli Agricoltori (CNFA) à laquelle adhérait aussi la Federazione Italiana dei Consorzi Agrari, organisant le secteur agricole selon le schéma suivant :
- Confederazione nazionale dei Sindacati fascisti dell’agricoltura, composé de:
  - Federazione nazionale dei sindacati fascisti dei tecnici agricoli (Techniciens, diplômés, spécialistes, periti, diplomati etc.)
  - Federazione nazionale dei sindacati fascisti dei piccoli coltivatori diretti, divisé en :
    - Federazione nazionale dei sindacati fascisti dei coloni e mezzadri ;
    - Federazione nazionale dei sindacati fascisti degli impiegati delle aziende agricole e forestali ;
    - Federazione nazionale dei sindacati fascisti dei salariati e braccianti ;
    - Federazione nazionale dei sindacati fascisti dei pastori ;
    - Federazione nazionale sindacati fascisti delle maestranze boschive e forestali.
- Confederazione nazionale fascista degli agricoltori, formé par :
  - Sindacato fascista dei conduttori ;
  - Sindacato fascista dei coltivatori diretti ;
  - Sindacato fascista dei proprietari di terre affittate[5].

En 1934, avec l'instauration de l'État corporatif, la CNFA est remplacée par la CFA (Confederazione Fascista degli Agricoltori), englobée dans le schéma corporatif des activités productives italiennes.

### Modernisation

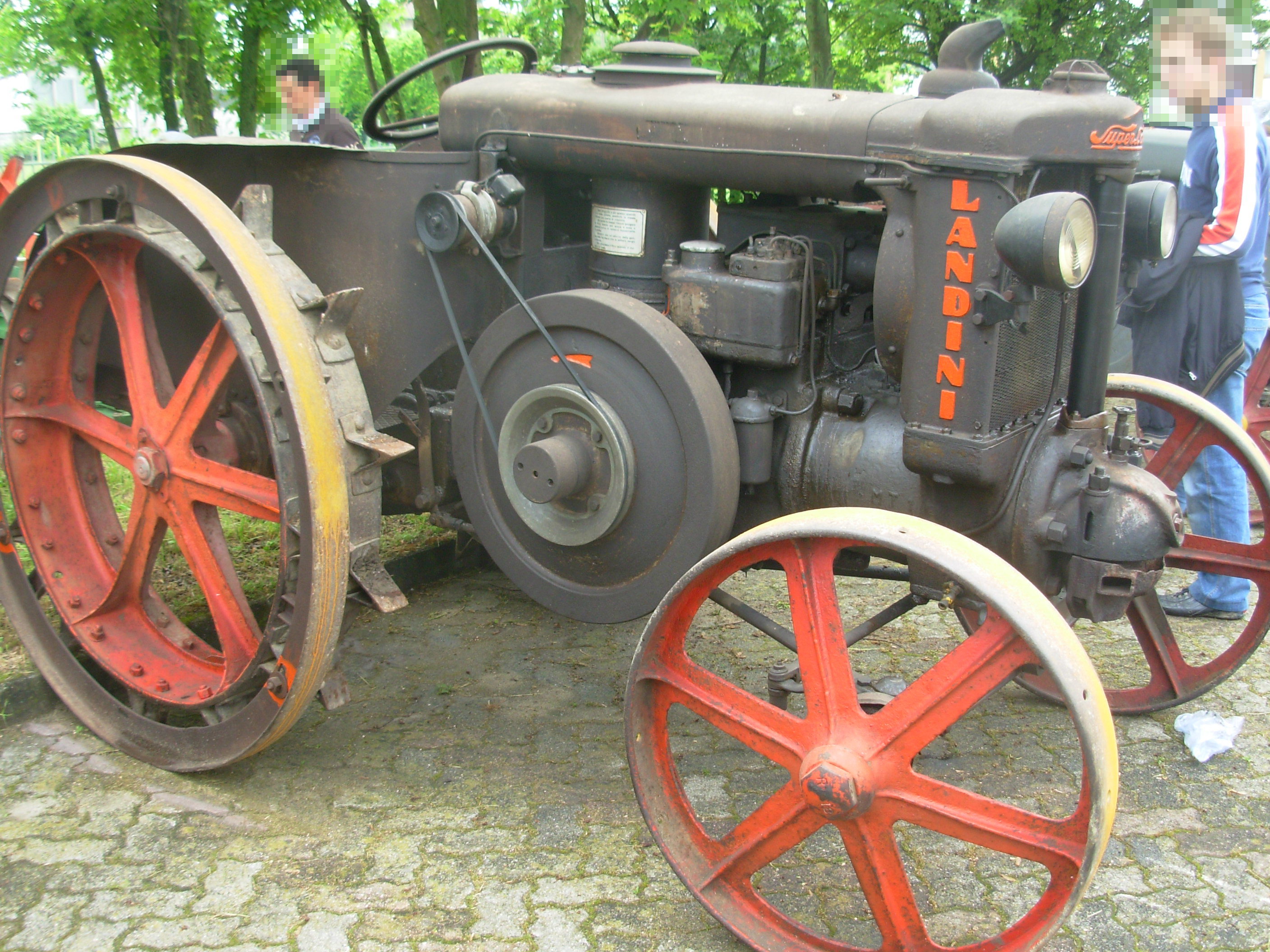
Le tracteur Superlandini.

À côté des mesures législatives et à l'impulsion donnée par l'accroissement de la productivité à l'hectare, l'action du Fascisme dans le secteur agricole concerne aussi la mécanisation des productions. 
C'est au cours de années 1920 et 1930 que le tracteur agricole testa calda « tête chaude » produit par les établissements Landini, devint le leadeur national du secteur.
En 1934, le Superlandini, est un grand succès commercial ; avec ses 48 chevaux de puissance, il est le plus puissant tracteur de la production nationale, concurrencé uniquement par ceux de fabrication américaine estimés moins fiables.
En 1935, le Landini Vélite: plus petit, plus maniable est mis sur le marché.

## Résultats
En 1931, seulement six ans après les premières mesures de la nouvelle politique agricole nationale (le lancement de la bataille du grain), l'Italie a pu combler un déficit de la balance commerciale de 5 milliards de livres sterling et presque entièrement satisfaire son besoin de blé, atteignant une production de 81 millions de tonnes (il fallait une quantité de blé supérieure en raison de l'augmentation démographique).
La même année, le record de la production de blé par hectare est atteint. Les rendements du blé en Italie augmentèrent très sensiblement à 16,1 quintaux à l'hectare. La dépendance du marché national par rapport aux importations s'effondra. L'Italie dans les années 1930 n'importait plus que 20 % de ce qu'elle importait durant la décennie précédente. Une baisse à peu près équivalente fut enregistrée en Allemagne au même moment.
La politique eut cependant d'importantes répercussions négatives sur l'économie italienne. L'attention portée sur le blé entraîna une diminution de la production de raisin, d'olives et d'agrumes qui jusque-là avaient formé l'essentiel des exportations agricoles italiennes.

## Personnages principaux
- Arrigo Serpieri
- Nazzareno Strampelli